# Caoji (socken i Kina, Henan)
Caoji (kinesiska: 曹集, 曹集乡) är en socken i Kina. Den ligger i provinsen Henan, i den centrala delen av landet, omkring 240 kilometer öster om provinshuvudstaden Zhengzhou. Antalet invånare är 48 551. Befolkningen består av 24 504 kvinnor och 24 047 män. Barn under 15 år utgör 18,0 %, vuxna 15-64 år 74 %, och äldre över 65 år 7,0 %.
Genomsnittlig årsnederbörd är 945 millimeter. Den regnigaste månaden är juli, med i genomsnitt 207 mm nederbörd, och den torraste är januari, med 9 mm nederbörd.